# Balthazar Pierret
Balthazar Jean-Philippe Marie Pierret (Cormeilles-en-Parisis, 15 maggio 2000) è un calciatore francese, centrocampista del Lecce.

## Biografia
Nato a Cormeilles-en-Parisis, è cresciuto a Parigi. Dall'età di quattro anni ha seguito la famiglia in diversi trasferimenti, dovuti a motivi di lavoro del padre Stanislas (dipendente di alcune istituzioni culturali francesi in varie zone europee), stabilendosi in Turchia, Ungheria, Romania e Polonia.

## Caratteristiche tecniche
È un mediano in grado di giocare anche come difensore centrale. In grado di agire da solo o in una mediana a due, è abile nelle coperture, nonostante lo stile irruento, ed è dotato di una buona tecnica nel palleggio e nei lanci in avanti, oltre a possedere discrete doti di inserimento nell'area di rigore avversaria.
Per le sue caratteristiche è stato paragonato al connazionale Alexis Blin.

## Carriera
Quattordicenne, nel 2014 viene invitato ad unirsi all'Escola Varsovia, scuola calcio affiliata al Barcellona e con sede in Polonia; tre anni dopo entra a far parte del settore giovanile del Nizza. In seguito gioca con la squadra riserve del club della Costa Azzurra.
Nell'estate del 2020, dopo aver lasciato il Nizza in seguito alla mancata offerta di un contratto da professionista,  passa al Boulogne, squadra della terza divisione francese.
Dopo aver iniziato la stagione 2021-2022 con il club rossonero, il 17 gennaio 2022 passa a titolo definitivo alla Dinamo Bucarest, nella massima serie rumena, con cui firma un contratto valido fino al termine della stessa annata, con opzione per un altro anno. Quattro giorni dopo debutta fra i professionisti nell'incontro di campionato in casa dell'Argeș Pitești, perso per 2-1. Il 6 maggio seguente segna le sue prime due reti per il club, nella vittoria esterna per 2-3 in campionato sul Botoșani, pur venendo espulso durante la stessa partita. Nell'annata colleziona 17 presenze e 2 reti, con la Dinamo che subisce la prima retrocessione in seconda serie nella storia del club.
Il 22 giugno 2022 viene annunciato il suo passaggio a parametro zero al Quevilly-Rouen, club militante in Ligue 2, con cui il calciatore firma un contratto annuale con opzione per un'ulteriore stagione. Nella sua prima annata con il club giallorosso si impone come titolare, contribuendo al raggiungimento dell'undicesimo posto finale in campionato. Nella stagione 2023-2024 risulta uno dei centrocampisti di migliore rendimento del torneo, nel quale mette a referto 31 presenze e 5 reti, nonostante la retrocessione della squadra in terza serie. Il 24 maggio 2024 il Quevilly annuncia ufficialmente che il giocatore lascerà il club al termine della stagione.
Il 19 giugno 2024 viene ufficializzato l'ingaggio a parametro zero di Pierret da parte del Lecce, club militante in Serie A, con cui il centrocampista firma un contratto triennale, valido a partire dal 1º luglio seguente, con opzione per un'ulteriore stagione. L'annuncio è stato ritardato di alcuni giorni a causa delle restrizioni al traffico aereo da e verso gli aeroporti della Puglia, dovute allo svolgimento del 50° vertice del G7. Il centrocampista debutta con il club salentino il 12 agosto 2024, partendo da titolare nel successo per 2-1 sul Mantova in Coppa Italia. Sette giorni dopo esordisce anche in campionato, nella partita casalinga persa per 0-4 contro l'Atalanta.

## Statistiche

### Presenze e reti nei club
Statistiche aggiornate al 27 aprile 2025.
| Stagione              | Squadra               | Campionato            | Campionato | Campionato | Coppe nazionali | Coppe nazionali | Coppe nazionali | Coppe continentali | Coppe continentali | Coppe continentali | Altre coppe | Altre coppe | Altre coppe | Totale | Totale |
| Stagione              | Squadra               | Comp                  | Pres       | Reti       | Comp            | Pres            | Reti            | Comp               | Pres               | Reti               | Comp        | Pres        | Reti        | Pres   | Reti   |
| --------------------- | --------------------- | --------------------- | ---------- | ---------- | --------------- | --------------- | --------------- | ------------------ | ------------------ | ------------------ | ----------- | ----------- | ----------- | ------ | ------ |
| 2018-2019             | Nizza 2               | N3                    | 2          | 1          | -               | -               | -               | -                  | -                  | -                  | -           | -           | -           | 2      | 1      |
| 2019-2020             | Nizza 2               | N3                    | 11         | 0          | -               | -               | -               | -                  | -                  | -                  | -           | -           | -           | 11     | 0      |
| Totale Nizza 2        | Totale Nizza 2        | Totale Nizza 2        | 13         | 1          |                 | 0               | 0               |                    | -                  | -                  |             | -           | -           | 13     | 1      |
| 2019-2020             | Nizza                 | L1                    | 0          | 0          | CF+CdL          | 0+0             | 0               | -                  | -                  | -                  | -           | -           | -           | 0      | 0      |
| 2020-2021             | Boulogne 2            | N3                    | 2          | 0          | -               | -               | -               | -                  | -                  | -                  | -           | -           | -           | 2      | 0      |
| 2021-2022             | Boulogne 2            | N3                    | 4          | 0          | -               | -               | -               | -                  | -                  | -                  | -           | -           | -           | 4      | 0      |
| Totale Boulogne 2     | Totale Boulogne 2     | Totale Boulogne 2     | 6          | 0          |                 | -               | -               |                    | -                  | -                  |             | -           | -           | 6      | 0      |
| 2020-2021             | Boulogne              | N                     | 25         | 1          | CF              | 3               | 1               | -                  | -                  | -                  | -           | -           | -           | 28     | 2      |
| 2021-2022             | Boulogne              | N                     | 10         | 0          | CF              | -               | -               | -                  | -                  | -                  | -           | -           | -           | 10     | 0      |
| Totale Boulogne       | Totale Boulogne       | Totale Boulogne       | 35         | 1          |                 | 3               | 1               |                    | -                  | -                  |             | -           | -           | 38     | 2      |
| gen.-giu. 2022        | Dinamo Bucarest       | L1                    | 17         | 2          | CR              | 0               | 0               | -                  | -                  | -                  | -           | -           | -           | 17     | 2      |
| 2022-2023             | Quevilly-Rouen        | L2                    | 29         | 1          | CF              | 1               | 0               | -                  | -                  | -                  | -           | -           | -           | 30     | 1      |
| 2023-2024             | Quevilly-Rouen        | L2                    | 31         | 5          | CF              | 2               | 0               | -                  | -                  | -                  | -           | -           | -           | 33     | 5      |
| Totale Quevilly-Rouen | Totale Quevilly-Rouen | Totale Quevilly-Rouen | 60         | 6          |                 | 3               | 0               |                    | -                  | -                  |             | -           | -           | 63     | 6      |
| 2024-2025             | Lecce                 | A                     | 27         | 0          | CI              | 2               | 0               | -                  | -                  | -                  | -           | -           | -           | 29     | 0      |
| Totale carriera       | Totale carriera       | Totale carriera       | 158        | 10         |                 | 8               | 1               |                    | -                  | -                  |             | -           | -           | 166    | 11     |